# Godefroi Cavaignac
Éléonore-Louis Godefroi Cavaignac (París, 1800 – 5 de maig del 1845), més conegut com a Godefroi Cavaignac, va ser un polític francès i principal oponent a la monarquia de juliol de França.
Nascut a París, era fill de Jean-Baptiste Cavaignac i germà del general Louis-Eugène Cavaignac; era també oncle de Jacques Marie Eugène Godefroy Cavaignac. Com el seu pare, que era un republicà francès del tipus intransigent i que pertanyia a la Convention durant la Revolució francesa, ell va quedar molt decebut pel triomf del principi monàrquic després de la Revolució de 1830, en la qual ell mateix havia participat com també ho va fer en els aixecaments de París durant octubre de 1830 i els de 1832 i 1834. En aquesta tercera ocasió va ser empresonat però va poder fugir a Anglaterra el 1835.
Quan va tornar a França el 1841, treballà a l'equip de La Réforme, i va produir propaganda enèrgica republicana. El 1843, va esdevenir president de la Societat dels Drets de l'Home, de la qual n'havia estat un dels fundadors, el 1832. La seva tasca periodista el va fer molt popular a França. Armand Barbès, arribat a París el 1832, va dir a Étienne Arago, que el seu desig més gran era ésser presentat a Godeffroi Cavaignac.
L'estàtua jacent (1847) de Godefroi Cavaignac a la seva tomba de Montmartre, París, és una de les obres mestres de l'escultor François Rude.